# Amblyseius obtusus
Amblyseius obtusus är en spindeldjursart som först beskrevs av Koch 1839.  Amblyseius obtusus ingår i släktet Amblyseius och familjen Phytoseiidae. Inga underarter finns listade i Catalogue of Life.